# 尤寧城 (蒙大拿州)
尤寧城（英語：Union City）是位於美國蒙大拿州麥迪遜縣的鬼鎮。

## 地理
尤寧城所處的海拔為高於海平面2311米（即7582英呎），而該地所採用的時區為UTC-7，即北美山地時區（MST）。同時該地設有夏令時間，為UTC-7調快一小時，即UTC-6（MDT）。